# Sweeney Todd – Der teuflische Barbier aus der Fleet Street
Sweeney Todd – Der teuflische Barbier aus der Fleet Street ist eine britisch-US-amerikanische, von Tim Burton inszenierte Verfilmung des gleichnamigen Broadway-Musicals aus dem Jahr 1979 von Stephen Sondheim. Die Hauptrolle des aus Rache mordenden Barbiers Sweeney Todd spielt Johnny Depp. Der Film lief in den US-Kinos am 21. Dezember 2007 an, in die deutschen Kinos kam er am 21. Februar 2008.
In der deutschen Fassung sind nur die Dialoge synchronisiert, die Lieder hingegen werden in der Originalsprache mit deutschen Untertiteln wiedergegeben.

## Handlung
Der Barbier Benjamin Barker, wohnhaft in der  Fleet Street, mit seiner Frau Lucy glücklich verheiratet und frischgebackener Vater einer Tochter, wird aufgrund einer Intrige des mächtigen Richters Turpin unschuldig angeklagt und verbannt. 15 Jahre später kehrt Barker, von Not und Elend gezeichnet, als Sweeney Todd in seine Heimat London zurück, gerettet und begleitet von dem jungen Seemann Anthony. Ihre Wege trennen sich nach der Ankunft in London. Todd kehrt in die Fleet Street zurück und trifft dort auf Mrs. Lovett, die Inhaberin des Fleischpastetenladens unter seinem ehemaligen Barbiergeschäft. Sie klagt über schlechte Zeiten, den heruntergekommenen Zustand ihres Geschäfts und ihrer Ware sowie die kaum vorhandene Kundschaft. Sie erkennt Barker in Todd  wieder und erzählt ihm, was nach seiner Verbannung geschah. Lucy wurde von Richter Turpin in Anwesenheit mehrerer Mitglieder der hohen Gesellschaft vergewaltigt und war ohne ihren Mann am Ende ihrer Kräfte. Als letzten Ausweg nahm sie Arsen ein, um ihren Qualen ein Ende zu setzen. Ihre Tochter Johanna wurde daraufhin von Richter Turpin adoptiert. Todd, der seinen Barbierladen wieder betreibt, sich seines einst glücklichen Lebens aber beraubt sieht, schwört auf Rache.
Anthony verirrt sich in London und landet bei Turpins Haus, wo er sich in Johanna verliebt, jedoch von Turpin zurechtgewiesen und bedroht wird. Trotzdem will er sie, die aufgrund von Turpins Eifersucht immerzu eingesperrt ist, eines Tages befreien. Er sucht Rat bei Todd, der einwilligt, dem Mädchen auf der geplanten Flucht für kurze Zeit ein Versteck zu bieten.
Auf dem Londoner Marktplatz stellt Todd den Barbier Adolfo Pirelli eines Tages als Schwindler und Stümper hin, worauf die beiden ein öffentliches Rasierduell veranstalten, das Todd haushoch gewinnt. Pirelli, der einst bei ihm als Handlanger angestellt war, hat ihn sofort wiedererkannt. Tags darauf erscheint er zusammen mit seinem Assistenten Toby, einem armen, gutmütigen Jungen, in Todds Salon, um ihn zu erpressen. Todd sieht keinen anderen Ausweg als Pirelli unbemerkt zu töten, während Mrs. Lovett Toby, der von Pirelli grausam behandelt wird, als Aushilfe für ihr Geschäft aufnimmt.
Kurz darauf erscheint Richter Turpin als Kunde in Todds Salon und erzählt ihm bei der Rasur, dass er sein Mündel Johanna heiraten will. Da sieht Todd die Stunde seiner Rache gekommen. Doch kurz bevor er zum Zuge kommt, platzt Anthony herein. Der Richter ist empört darüber, dass Todd den Jungen kennt, der Johanna nachgestellt hat, und verlässt auf der Stelle den Salon. Todd glaubt, nun nie wieder Gelegenheit zu einer Vergeltung zu haben, und schwört in seiner Wut der ganzen Welt Rache. Bei der Frage, was mit Pirellis Leiche geschehen soll, kommt Mrs. Lovett die Idee, sie zu Fleischpasteten zu verarbeiten, um das Geschäft anzukurbeln. Zu diesem Zweck tötet Todd dann mehrere seiner Kunden und lässt sie über eine Falltür in den Backkeller rutschen, und tatsächlich gewinnt der Laden mit der neuen Pastetenrezeptur bald an Beliebtheit im Ort.
Währenddessen entdeckt Richter Turpin Johannas Fluchtplan und lässt sie ins Irrenhaus sperren. Anthony gibt sich auf Todds Rat hin als Perückenmachergeselle aus, der Haar von den Patientinnen der Psychiatrie kaufen will, befreit so Johanna und versteckt sie als Junge verkleidet in Todds Laden. Todd lockt Turpin erneut in sein Haus, indem er ihm mitteilen lässt, dass er weiß, wohin die entführte Johanna verschleppt worden sei.
Toby erkennt inzwischen die Brieftasche, die Mrs. Lovett bei sich trägt, als jene von Pirelli wieder. Er vermutet daher, dass Todd, der ihr diese schenkte, seinen Rivalen getötet hat. Mrs. Lovett, die Toby mittlerweile als Mutterersatz ansieht und der er völlig vertraut, sieht keine andere Möglichkeit, als ihn unter dem Vorwand, sie wolle ihm zeigen, wie man die Fleischpasteten zubereitet, in den Backkeller zu locken und unbemerkt einzusperren, um ihn daran zu hindern, zur Polizei zu gehen. Als sie dies tut, beginnt sie zu weinen, denn auch die einsame, verwitwete Mrs. Lovett sieht in Toby den Sohn, den sie nie hatte. Im Keller entdeckt Toby neben dem Fleischwolf menschliche Körperteile. Auch der Büttel Bamford, der geschickt wurde, um eine Beschwerde der Nachbarn wegen der immer wieder auftretenden Geruchsbelästigung aus dem Schornstein des Hauses vorzutragen, wird von Todd ermordet und in den Backkeller befördert, was Toby beobachtet. Er weiß nun, dass sein Verdacht, der Barbier sei ein Mörder, stimmt, und versteckt sich in der Kanalisation.
Todd tötet schließlich auch eine ortsansässige Obdachlose, die Mrs. Lovett schon seit längerer Zeit verdächtigt, eine Mörderin zu sein. Sie ist zuvor dem Büttel gefolgt, um ihm ihre Vermutung zu erzählen. Als sie allerdings nur Todd vorfindet, teilt sie ihm den Verdacht mit. Sie hält einen Moment inne und fragt kurz, ob sie und Todd sich nicht kennen würden. Doch gleich darauf tötet er sie, um sich der ihm unbekannten, unliebsamen Zeugin zu entledigen. Anschließend ermordet er schließlich den erneut eingetroffenen Richter, dem er sich zuvor als Benjamin Barker zu erkennen gibt. Auch Johanna, die beide Taten mitbekommen hat, wird fast noch sein Opfer, weil er sie als Junge getarnt nicht erkennt. Ein Schrei von Mrs. Lovett, die inzwischen die Leichen entsorgen will und dabei feststellt, dass Turpin noch am Leben ist, hält ihn jedoch in letzter Sekunde davon ab.
Todd rennt in den Backkeller; Mrs. Lovett konnte Turpin inzwischen jedoch bereits töten. Unten sieht sich der Barbier die Leiche der Obdachlosen erstmals genauer an und ihm wird klar, dass es sich bei ihr um seine totgeglaubte Frau Lucy handelt, die er wegen ihres heruntergekommenen Äußeren nicht erkannt hat. Da stößt er Mrs. Lovett, die aus Liebe zu ihm verschwiegen hat, dass Lucy die Vergiftung überlebt hat, in den Ofen und sie verbrennt bei lebendigem Leib. Während Todd noch um Lucy trauert, schneidet ihm der Dienstjunge Toby, der aus der Kanalisation zurückgekehrt ist und Mrs. Lovett rächen will, die Kehle durch. Der sterbende Todd hält die tote Lucy fest in seinen Armen.

## Kritiken
Neben Kritiken, die das ganze Ensemble brillieren sahen, meinte die Welt, Sacha Baron Cohen biete eine grandiose Ein-Mann-Nummer, und epd Film fand, er stehle Depp die Schau. Weniger Beachtung fand Helena Bonham Carter, die von der Frankfurter Rundschau als Idealbesetzung bezeichnet wurde. Ziemlich uneinig waren sich die Kritiker in Bezug auf die gesanglichen Leistungen. Es werde wunderbar gesungen, Depp sei auch diesbezüglich ein Glücksfall, er singe, „als ob er nie etwas anderes getan hätte“, meinten die einen. Die anderen beklagten, Depp habe eine ziemlich schlechte Gesangsstimme, und die übrigen Schauspieler seien auch nicht schön anzuhören. Außerhalb der Gesangsszenen überzeugten sie mehr; ohne den Gesang wäre der Film besser gelungen. In anderen Kategorien dachte die Frankfurter Rundschau: Depps eher schwache natürliche Stimme mache die Rolle menschlicher und bedrohlicher. Eine zu gute Stimme hätte, wie in den Opern von Kurt Weill, den Schreckenseffekt womöglich ruiniert. Sich widersprechende Urteile gab es auch zur Funktion der Lieder innerhalb des Ganzen. Sie harmonierten mit der entworfenen Welt, meinte die Süddeutsche Zeitung, derweil die FAZ befand, der Film sei „ohne jedes Gefühl für Musik und Choreographie inszeniert“ und enthalte keine bleibenden Lieder.
Zahlreiche Rezensionen stellten fest, dass Burton hier eine ernstere, kältere, düsterere, hoffnungs- und ausweglosere Welt entwerfe als je zuvor. Witz und Ironie fehlten oder äußerten sich nur selten in grimmiger Form. Die Handlung sei banal, der Film weise die Dramaturgie einer Nummernrevue auf. Ähnlich fand epd Film, dass Burton eine „infernalische Höllenmaschine“ schaffe, in der Blut als roter Faden die Handlungsszenen verbinden soll, was aber über weite Strecken nicht gelinge. Zudem halte sich die einfallsarme Inszenierung zu stark an Genrekonventionen und die karge Szenerie sehe zu reduziert und unspezifisch aus. Nur bei einigen kurzen Exzessen gerate das Werk unrein und schön. Bitter enttäuscht zeigte sich die FAZ, dass Burton seiner Erfolgsformel nichts Neues hinzufügt. Er verfüge über eine überbordende Fantasie, die sich bei Sweeney Todd aber totgelaufen habe, ja zu einem Warenzeichen wie Disney geworden sei. Der Film sei, so die taz, „weniger große Oper als bittere Moritat, eine an der Straßenecke zum Grusel des Publikums vorgetragene Schauerballade, eine Reverenz an die Frühform von Exploitation.“ Burtons gewohnt anarchische Fantasie fehle; waren seine Werke gekennzeichnet durch den Zauber des Handgemachten und Selbstgebastelten, sei bei Sweeney Todd vielen Bildern anzusehen, dass sie am Rechner generiert worden sind. Sein Einfallsreichtum sei gelähmt, urteilte die Frankfurter Rundschau, der Hyperrealismus verdränge das Imaginative. Immerhin seien die Blutspritz-Szenen grandios, zum ersten Mal sehe man Splattereffekte „an einem Produkt der Hochkultur exerziert.“ Umgekehrt wertete die FAZ, es sei ein „Splatterfilm, der sich als hohe Kunst geriert.“ Der trockenen, toten Geschichte gehe das nötige Herzblut ab.
Die Süddeutsche Zeitung erlebte einen „skurrilen und grausigen Massenvernichtungstrip“ und das Schlitzen als echt schockierend. Cinema schätzte den Schluss, der „das wohl poetischste Blutbad der Filmgeschichte“ biete. Die Welt erklärte den Film zur großen Kino-Oper, die sich hören und sehen lassen kann. Obwohl nicht jugendfrei, sei er unterhaltsam-böse. Er warte auf mit „naturalistisch roten Lebenssaft-Fontänen und einem rußenden Backofen, der durchaus Auschwitz-Erinnerungen weckt.“ Zu einem visuellen und akustischen Genuss erklärte auch der Tagesspiegel den Film und den Barbier zu einer „schaurige[n], aber auch romantisch-verlorene[n] Figur, für die man trotz ihrer grässlichen Taten Verständnis aufbringt.“ Das sei, so der film-dienst, eben kein braves Musical à la Webber, hier „kommt der ganze Schmutz, die ganze Kantigkeit, die ganze Rauheit zum Tragen.“
Filmstarts beschrieb den Film als „nicht irgend eines dieser ganz ansehnlichen Musicals mit Starbesetzung, die Hollywood alle Jahre wieder produziert und ins Rennen um die Oscars für die beste Filmmusik und für die beste Ausstattung schickt. ‚Sweeney Todd‘ ist eine brillante Kombination von Dingen, von denen man nicht geglaubt hätte, dass sie zusammen passen, ein einmaliges Kunstwerk, das alle Oscars in allen Kategorien verdient hätte und keinen einzigen davon bräuchte, weil es ohnehin bleiben wird.“ Weiter heißt es: „Wer Vorurteile gegen Musicals hat und erwartet, dass hier sportliche Tanz- und Gesangsleistungen mit ungenauen und prätentiösen schauspielerischen Gesten bezahlt würden, wird eindrucksvoll eines besseren belehrt.“

## Auszeichnungen
- Tim Burton wurde 2007 mit dem Regiepreis des National Board of Review ausgezeichnet.
- 2008 erhielt der Film bei vier Nominierungen zwei Golden Globes; neben dem Preis als „bester Film (Komödie/Musical)“ wurde auch Darsteller Johnny Depp als „bester Hauptdarsteller - Komödie/Musical“ mit einem solchen bedacht.
- Bei der Oscarverleihung 2008, für die der Film dreifach nominiert war (bester Hauptdarsteller, bestes Kostüm und bestes Szenenbild), gewann der Film in der Kategorie „Bestes Szenenbild“.
- In den Kategorien „Bester Horrorfilm“ und „Beste Kostüme“ wurde der Film 2007 mit dem Saturn Award ausgezeichnet. Weitere Nominierungen gab es in den Kategorien „Bester Hauptdarsteller“, „Beste Hauptdarstellerin“, „Bester Nebendarsteller“, „Beste Regie“, „Bestes Drehbuch“ und „Bestes Make-Up“[14]
- Die Deutsche Film- und Medienbewertung FBW in Wiesbaden verlieh dem Film das Prädikat „besonders wertvoll“.[15]

## Hintergrund

### Produktion
- Dies ist der sechste Film von Tim Burton, in dem Johnny Depp mitwirkte, und der fünfte mit Burtons damaliger Lebensgefährtin Helena Bonham Carter.
- Für das Baby Johanna in den Rückblenden wurde zwischen drei verschiedenen Babys gewechselt.
- In der Erstaufführung des Musicals am Broadway wurde Mrs. Lovett von Angela Lansbury verkörpert.
- In einer Szene hat Anthony Head einen Cameo-Auftritt als Bürger, der Todd fragt, wo sein Salon sei. Im Abspann wird er nicht genannt.
- Der Laden gegenüber von Mrs. Lovett gehört einem J. Williams. In der Originalgeschichte heißt Mrs. Lovetts Koch Jarvis Williams.
- Insgesamt spielen in diesem Film fünf Schauspieler mit, die auch in den Filmen von J.K. Rowlings Wizarding World-Franchise zu sehen sind: Helena Bonham Carter, Alan Rickman und Timothy Spall traten alle schon in den Harry-Potter-Filmen auf, ab Teil VI (Der Halbblutprinz) sogar alle gemeinsam. Außerdem tritt Jamie Campbell Bower hier an der Seite von Johnny Depp auf, mit dem er im oben genannten Franchise die Rolle des Gellert Grindelwald gemeinsam innehat; während Bower ihn in Harry Potter und die Heiligtümer des Todes: Teil 1 als Jugendlichen spielte, verkörperte Depp den Charakter im ersten und zweiten Film der Phantastische Tierwesen-Reihe als Mann im mittleren Alter. Bereits in Tim Burtons Verfilmung von Sleepy Hollow gab es 1999 ein Aufeinandertreffen mehrerer späterer Wizarding World-Darsteller (Johnny Depp, Miranda Richardson, Michael Gambon, Richard Griffiths).

### Finanzieller Erfolg
Der Film hat in den USA, wo er am 21. Dezember 2007 anlief, etwa 52,9 Millionen US-Dollar eingespielt und damit bereits die Filmkosten (ca. 50 Mio. USD) übertroffen.
Weltweit hat Sweeney Todd ein Einspielergebnis von (Stand 12. März 2010) 152,5 Millionen US-Dollar vorzuweisen.

### Soundtrack
Die Musik zu Sweeney Todd stammt, im Gegensatz zu den meisten von Tim Burtons Filmen, nicht von Danny Elfman; stattdessen wurde in enger Zusammenarbeit mit Stephen Sondheim der Großteil der Musik des Musicals auch im Film benutzt und nur in Kleinigkeiten, die mit der individuellen Interpretation der Texte und der Ausdrucksstärke bei einzelnen Stücken zusammenhängen, leicht verändert, wobei die singenden Schauspieler auch selbst die Aufgabe hatten, sich Gedanken über die Darstellung der verschiedenen Gesangseinlagen zu machen.
Der Soundtrack ist in Deutschland seit dem 15. Februar 2008 zu erwerben. Er ist in zwei Fassungen erschienen. Zum einen als „Motion Picture Soundtrack“, der 17 Titel enthält, davon einige Stücke in gekürzter Form; zum anderen als vollständige Filmmusik mit 20 Titeln in voller Länge.

### Frühere Verfilmungen
Es gab bereits mehrere Verfilmungen dieses Themas:
- Sweeney Todd, Komödie, England 1926, Regie George Dewhurst, Stummfilm, Schwarzweiß
- Sweeney Todd, England 1928, Regie Walter West, Stummfilm, Schwarzweiß
- Sweeney Todd: The Demon Barber of Fleet Street, Krimi/Horror, England 1936, Regie George King, Mono, Schwarzweiß
- Sweeney Todd: The Demon Barber of Fleet Street, Musical/Drama/Thriller/Horror, USA 1982, Regie Terry Hughes und Harold Prince, Stereo, Farbe – TV-Produktion mit Angela Lansbury, s. o. Bühnenversion
- Sweeney Todd: The Demon Barber of Fleet Street in Concert, Krimi/Musical, USA 2001, Regie Lonny Price, Stereo, Farbe – TV-Produktion (Remake der Fassung von 1982)
- Sweeney Todd, Krimi/Drama/Horror/Thriller, England 2006, Regie Dave Moore, Stereo, Farbe – TV-Produktion

## Synchronisation
Die deutsche Synchronisation entstand nach einem Dialogbuch von Jan Odle unter dessen Dialogregie im Auftrag der Interopa Film in Berlin.
| Figur                          | Originalsprecher     | Deutscher Sprecher |
| ------------------------------ | -------------------- | ------------------ |
| Sweeney Todd / Benjamin Barker | Johnny Depp          | David Nathan       |
| Mrs. Lovett                    | Helena Bonham Carter | Melanie Pukaß      |
| Richter Turpin                 | Alan Rickman         | Bernd Rumpf        |
| Adolfo Pirelli                 | Sacha Baron Cohen    | Tobias Meister     |
| Anthony Hope                   | Jamie Campbell Bower | Konrad Bösherz     |
| Beadle Bamford                 | Timothy Spall        | Gudo Hoegel        |
| Bettlerin                      | Laura Michelle Kelly | Victoria Sturm     |
| Fogg                           | Michael N. Harbour   | Olaf Reichmann     |
| Johanna                        | Jayne Wisener        | Millie Forsberg    |
| Toby                           | Ed Sanders           | David Wittmann     |

### Gespräche
- Mit Tim Burton und Johnny Depp auf Cineman

### Kritikenspiegel
Positiv
- film-dienst Nr. 4/2008, S. 24–25, von Jörg Gerle
(„perfektestes Filmmusical der letzten zwei Jahre“, weil schmutzig, kantig und rau)
- Der Tagesspiegel, 21. Februar 2008, Ticket S. 3, von Daniela Sannwald: Der Rasiermesser-Rächer
(„visueller und akustischer Genuss“; Rolle für Depp wie maßgeschneidert, Cohen und Rickman herausragend)
- Die Welt, 20. Februar 2008, S. 29, von Manuel Brug: Blutiges Musical wird großes Kino
(„große Kino-Oper“, kann sich hören und sehen lassen; unterhaltsam-böse, unironisch, nicht jugendfrei, grandioser Cohen)

Eher positiv
- Cinema Nr. 3/2008, S. 55–58, von Alex Attimonelli: Sweeney Todd
(Daumen halb erhoben, Lob für Depp und Cohen, atemberaubende Optik, trotz Mängeln ein Muss; wäre ohne Gesang besser, Tiefe fehlt)[19]
- Frankfurter Rundschau, 20. Februar 2008, S. 31, von Daniel Kothenschulte: Köpfe werden rollen
(Produkt der Hochkultur mit Splatter-Effekten; nimmt Thema ernst, passende Singstimmen, Fantasie kommt zu kurz)

Gemischt
- epd Film Nr. 2/2008, S. 44, von Volker Hummel
(harzige und einfallsarme Dramaturgie, zu genrekonventionell, einige unrein-schöne Exzesse, Cohen stiehlt Depp die Schau)
- Süddeutsche Zeitung, 21. Februar 2008, von Anke Sterneborg: Sweeney mit den Messerhänden
(ohne erkennbare Wertung; Burton kalt, ernst und grausam wie noch nie, Lieder harmonieren mit skurril-grausigem Kosmos)

Eher negativ
- F.A.Z., 23. Februar 2008, S. 3, von Michael Althen: Aufs Blut
(überbordende Fantasie, aber Burton wiederhole sich stilistisch, der Witz früherer Filme fehlt, gefühlslose Figuren)
- taz, 21. Februar 2008, S. 16, von Dietmar Kammerer: In munteren Fontänen/ Der Frisör des Grauens
(Burton düster wie nie zuvor, seine gewohnte Fantasie fehlt, Bilder sichtbar rechnererzeugt)